# Diecezja Green Bay
Diecezja Green Bay (łac. Dioecesis Sinus Viridis, ang. Diocese of Green Bay) jest diecezją Kościoła rzymskokatolickiego w metropolii Milwaukee w Stanach Zjednoczonych. Swym zasięgiem obejmuje północno-wschodnią część stanu Wisconsin. 

## Historia
Diecezja została kanonicznie erygowana 3 marca 1868 roku przez papieża Piusa IX. Wyodrębniono ją z ówczesnej diecezji Milwaukee. Pierwszym ordynariuszem został kapłan pochodzenia austriackiego Joseph Melcher (1806-1873). 

## Ordynariusze
- Joseph Melcher (1868–1873)
- Francis Xavier Krautbauer (1875–1885)
- Frederick Francis Xavier Katzer (1886–1891)
- Sebastian Gebhard Messmer (1891–1903)
- Joseph John Fox (1904–1914)
- Paul Peter Rhode (1915–1945)
- Stanislaus Bona (1945–1967)
- Aloysius Wycislo (1968–1983)
- Adam Maida (1983–1990)
- Robert Banks (1990–2003)
- David Zubik (2003–2007)
- David Ricken (od 2008)